# Gelei

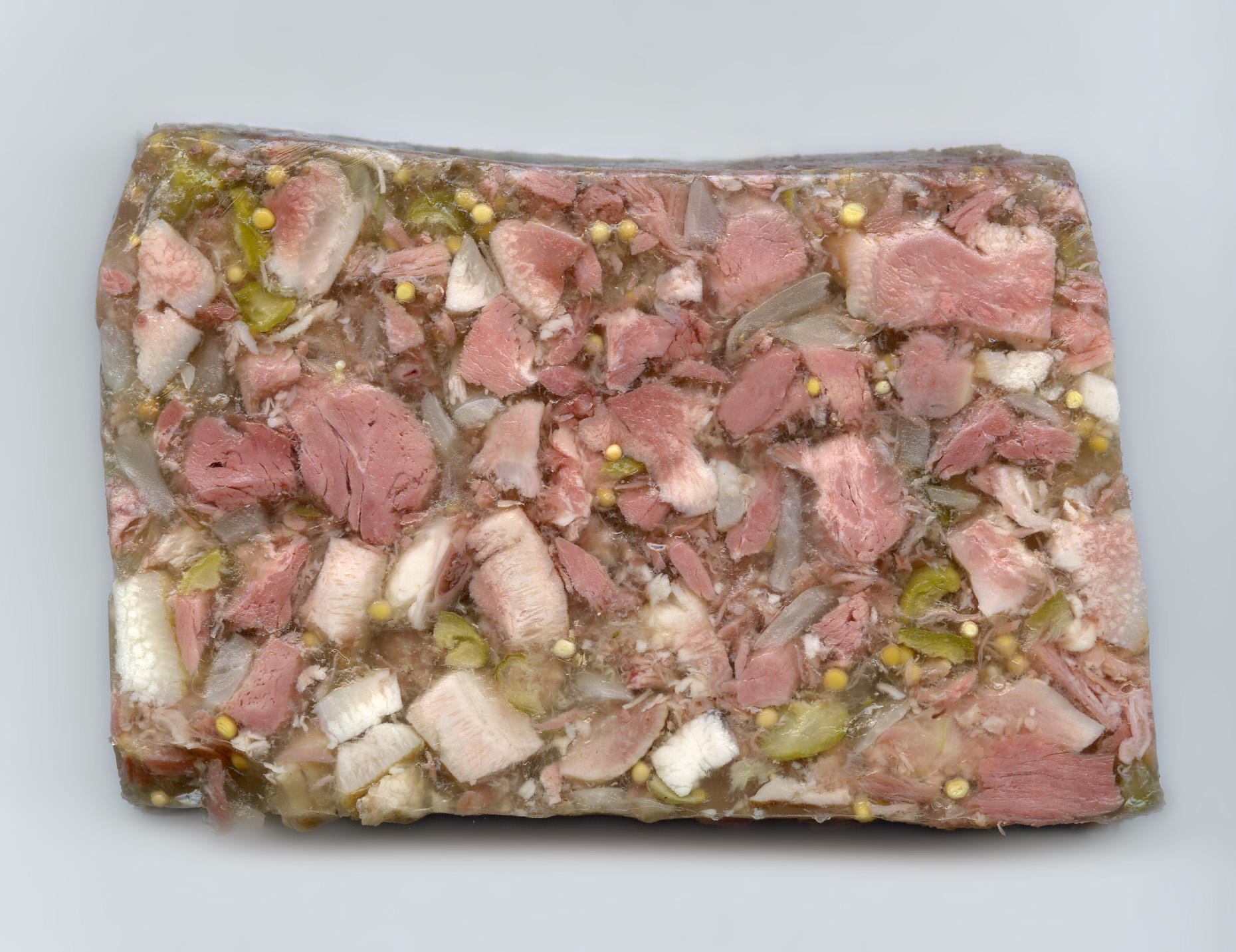
Varkenskopgelei, ook hoofdkaas genoemd

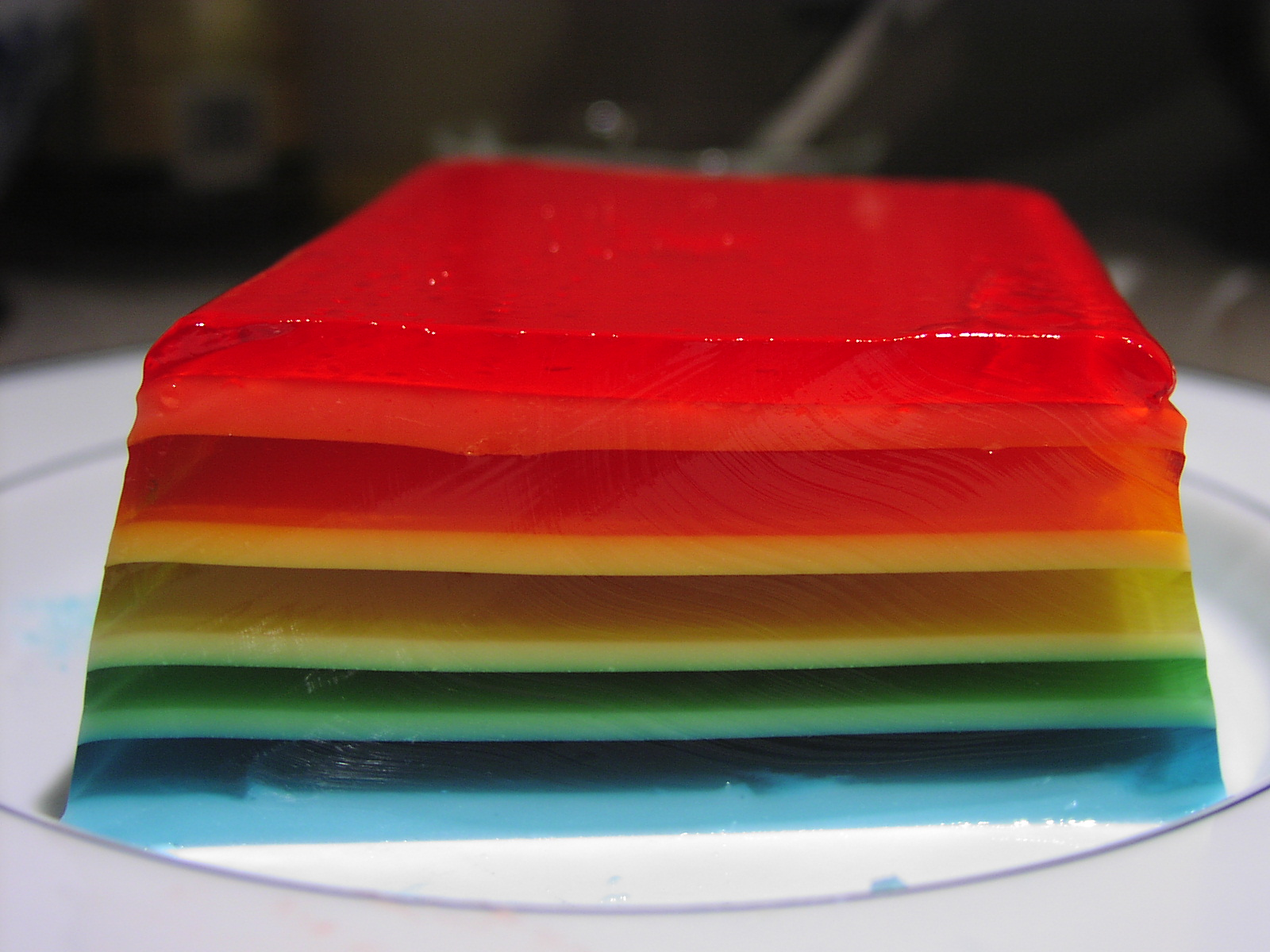
Een zoete dessertgelei

Een gelei (van het Franse gelée, oorspronkelijk van het Latijns gelare) is een bereiding op basis van gebonden vlees- of vruchtensap. Chemisch bekeken betreft het een gel. Voorbeelden zijn bereidingen met gelatine, agaragar en carrageen.
De term gelei wordt ook gebruikt voor jam, waar bij de bereiding alleen het sap van de vruchten gebruikt wordt.